# Otto Messmer

Felix el Gat, l'obra més coneguda de Messmer

Otto James Messmer (16 d'agost del 1892 – 28 d'octubre del 1983) va ser un animador estatunidenc, principalment conegut pels seus dibuixos de Felix el Gat i les tires de còmic produïdes per l'estudi de Pat Sullivan.
El paper que va jugar Messmer en la creació, divulgació i popularització de Felix el Gat es troba en dubte. Fins a la seva mort, Sullivan s'havia endut tot el mèrit. Tot i així, la majoria de dibuixants de còmics i animadors de renom donen suport a tesi de Messmer, així com ho fan els treballadors més veterans del estudi Sullivan.

## Infantesa
Otto James Messmer va néixer el 16 d'agost del 1982 a West Hoboken,a Nova Jersey (actualment Union City). Va cursar els estudis primaris a Holy Family Parochial School. Des de ben petit es va enamorar de l'art del vodevil i, inspirat pels seus pares i professors, va fixar-se en la indústria de l'entreteniment. Va anar a l'escola d'art Thomas School of Art a la Ciutat de Nova York des del 1911 fins al 1913. Allà participà en un programa de pràctiques per estudiants a Acme Agency, on fe il·lustracions per catàlegs de moda.

## Carrera
La primera passió de Messmer fou la de humorista gràfic. Inspirat per les pel·lícules animades d'en Winsor McCay tals com Com funciona un mosquit, Messmer començà a crear els seus propis còmics per diaris locals el 1912, el mateix any va conèixer Anne Mason, amb qui es casaria el 1934. Un dels seus còmics, Diversió, va ser publicat a la pàgina dels còmics del diumenge al New York World.
Messmer signà un acord amb Jack Cohn dels Universal Studios el 1915 per produir una pel·lícula de prova d'un personatge creat per Messmer de nom "Motor Mat". La pel·lícula mai va arribar a estrenar-se, però atragué l'atenció de l'animador Pat Sullivan. Inicialment Messmer no va estar interessat en treballar amb ell i va preferir treballar amb Henry "Hy" Mayer, un dibuixant molt reconegut. Mayer i Messmer va col·laborar en la reeixida sèrie animada Els Viatges de Teddy, que estava basat en la vida de Teddy Roosevelt. Messmer passà a treballar a continuació per Sullivan, qui duia la gestió econòmica i de negoci, mentre Messmer es podia dedicar a la part més creativa. Sullivan va entrar a presó durant nou mesos el 1917, temps durant el qual Messmer va aprofitar per tornar a treballar amb Mayer fins que va ser reclutat per a la Primera Guerra Mundial.
En acabar la guerra i tornar als Estats Units, el 1919, va tornar a treballar a l'estudi de Sullivan, el qual tenia un contracte amb el director Earl Hurd de Paramount Screen Magazine per a fer un curt d'animació que acompanyaria un llargmetratge. Sullivan encarregà el desenvolupament d'aquest curtmetratge a Messer, qui l'anomenaria Feline Follies i hi mostraria el personatge Master Tom, un gat negre que duia bona sort a la gent amb problemes. Aquest gat seria el prototip per a Felix el Gat.
La implicació de Sullivan en el projecte es motiu de controvèrsia, tot i que la lletra en l'animació ha estat identificada com el seva.
Felix fou el primer dibuix animat creat per a la pantalla, així com el primer a esdevenir una llicència comercialitzada en massa. En Sullivan va reclamar el mèrit d'haver creat en Felix i, encara que Messmer dirigí i fou el dibuixant principal de tots els episodis on aparegué el gat, el nom de Sullivan fou l'únic que apareixia en els crèdits. Messer també supervisà la direcció de la tira còmica de Felix, realitzant la majoria de dibuixos fins al 1954.
Felix el Gat va protagonitzar més de 150 animacions fins al 1931, quan els estudis d'animació van convertir-lo en pel·lícules amb so. La popularitat de la tira còmica en els diaris va començar a decaure a finals dels anys 1930, tot i així el personatge va introduir-se a nous públics a partir de comic book durant els anys 1940. A parti de llavors, Messmer formà equip amb Douglas Leigh per dissenyar els grans cartells electrònics animats de la Times Square.
Messmer també produí més llibres de còmic de Felix durant els 1940 i 1950 per a companyies com Dell Comics, Toby Press i Harvey Comics, així com creant curts animats per a la Paramount Studios (força capítols de Popeye són mèrit seu). Cap al 1960, els dibuixos de Felix es van reinventar per a televisió. El que fou l'ajudant de Messmer durant molts anys, Jose Oriolo (creador de Casper) s'assegurà que Messmer fos finalment reconegut com a creador de Felix el Gat. Messmer continuà treballant en el personatge la resta de la seva vida.

## Mort i llegat
Messmer morí d'un atac de cor a Holy Name Medical Center a Teaneck, Nova Jersey el 28 d'octubre del 1983, a l'edat de 91 anys. Avui dia, Felix el Gat s'edita simultàniament a 250 diaris arreu del món.